# Hardybodes mirabilis
Hardybodes mirabilis är en kvalsterart som beskrevs av Balogh 1970. Hardybodes mirabilis ingår i släktet Hardybodes och familjen Carabodidae. Inga underarter finns listade i Catalogue of Life.